# Bonte mierlijster
De bonte mierlijster (Myrmornis torquata) is een zangvogel uit de familie Thamnophilidae (miervogels).

## Verspreiding en leefgebied
Deze soort komt voor in Midden-Amerika en in het Amazonebekken en telt twee ondersoorten:
- M. t. stictoptera: van oostelijk Nicaragua tot noordwestelijk Colombia.
- M. t. torquata: het Amazonebekken.

## Status
De grootte van de populatie is niet gekwantificeerd maar de soort wordt omschreven als schaars met een versnipperde verspreiding. Op de Rode lijst van de IUCN heeft deze soort de status niet bedreigd.